# Michelbeuern (métro de Vienne)
La station de métro Michelbeuern - Allgemeines Krankenhaus est située sur la ligne U6 du U-Bahn (métro) de Vienne dans le 9e arrondissement de Vienne, Alsergrund. 
Le nom vient du quartier de Michelbeuern à Alsergrund et de l'hôpital général de la ville de Vienne (AKH pour Allgemeines Krankenhaus), situé dans le quartier. La station se situe sur le Währinger Gürtel (boulevard de ceinture de Währing) face à l'hôpital. La sortie depuis le quai central mène par ascenseur, escalator et escalier fixe au bâtiment d'accueil sur le Michelbeuernsteg, qui enjambe le boulevard et relie le 18e arrondissement directement à l'hôpital.